# Трубиевка
Трубиевка (укр. Трубіївка) (раньше — Турбиевка) – село на Украине, основано в 1736 году, находится в Ружинском районе Житомирской области. Расположено на реке Раставице.
Код КОАТУУ — 1825281602. Население по переписи 2001 года составляет 251 человек. Почтовый индекс — 13616. Телефонный код — 4138. Занимает площадь 1,781 км².

## Адрес местного совета
13615, Житомирская область, Ружинский р-н, с.Вербовка, ул.Октябрьская, 34